# Hoça e Qytetit
Hoça e Qytetit (albanisch auch Hoçë e Qytetit, serbisch Хоча Заградска Hoča Zagradska) ist eine Ortschaft im Südwesten Kosovos und gehört zur Gemeinde Prizren.

## Geographie
Das im Südwesten Kosovos gelegene Hoça e Qytetit befindet sich rund zehn Kilometer östlich der Grenze zu Albanien und rund drei Kilometer westlich von Prizren. Benachbarte Ortschaften sind westlich Poslishta und Billusha und südlich Jeshkova. In der Nähe fließt die Bistrica e Prizrenit, ein Nebenfluss des Drin. Die Nationalstraße M-25 und die Autobahn Route 7 verlaufen etwas nördlich der Ortschaft.

### Klima
In Hoça e Qytetit herrscht gemäßigtes kontinentales Klima mit einer Jahresdurchschnittstemperatur von 12 °C und einer Jahresniederschlagssumme von knapp 900 mm. Im Juli liegt die Durchschnittstemperatur bei 22 °C, im Januar bei 0,6 °C.
|                        | Jan  | Feb  | Mär  | Apr  | Mai  | Jun  | Jul  | Aug  | Sep  | Okt  | Nov  | Dez  |   |     |
| Mittl. Temperatur (°C) | 0,6  | 3,3  | 7,5  | 11,7 | 16,5 | 20,2 | 22,1 | 22   | 18,5 | 12,8 | 6,7  | 2,1  | ⌀ | 12  |
| Mittl. Tagesmax. (°C)  | 3,7  | 6,8  | 12,2 | 16,9 | 22,4 | 26,2 | 28,5 | 28,6 | 24,8 | 17,8 | 10,1 | 5    | ⌀ | 17  |
| Mittl. Tagesmin. (°C)  | −2,5 | −0,2 | 2,8  | 6,6  | 10,7 | 14,2 | 15,8 | 15,5 | 12,2 | 7,8  | 3,3  | −0,7 | ⌀ | 7,2 |
|                        |      |      |      |      |      |      |      |      |      |      |      |      |   |     |
| Niederschlag (mm)      | 78   | 70   | 69   | 71   | 79   | 54   | 48   | 46   | 66   | 82   | 103  | 94   | Σ | 860 |

| −2,5 |

| −0,2 |

| 2,8 |

| 6,6 |

| 10,7 |

| 14,2 |

| 15,8 |

| 15,5 |

| 12,2 |

| 7,8 |

| 3,3 |

| −0,7 |

| −2,5 |

| −0,2 |

| 2,8 |

| 6,6 |

| 10,7 |

| 14,2 |

| 15,8 |

| 15,5 |

| 12,2 |

| 7,8 |

| 3,3 |

| −0,7 |

## Geschichte
Nach der Eroberung Kosovos durch das Königreich Serbien während des Ersten Balkankrieges 1912 richtete die serbische Regierung eine Militärverwaltung vor Ort ein, wobei eine eigenständige Gemeinde Hoča Zagradska erschaffen wurde. Diese umfasste auch die Dörfer Billusha, Jeshkova und Poslishta und gehörte zum Srez Šar des Okrug Prizren. Am 6. Januar 1929 wurde diese Verwaltungsgliederung aufgelöst, woraufhin das Gebiet Teil der neu geschaffenen Vardarska banovina innerhalb des Königreich Jugoslawiens wurde.
Bei einer 1919 durchgeführten Volkszählung wurden im Dorf Hoça e Qytetit 86 Häuser mit 565 – allesamt albanischen – Einwohnern erfasst.

## Bevölkerung
Die Volkszählung aus dem Jahr 2011 ergab, dass in Hoça e Qytetit 3410 Menschen wohnten. Von ihnen waren 3405 (99,85 %) Albaner, einer Bosniake, zwei gehörten anderen Ethnien an und zwei andere gaben keine Angabe bezüglich ihrer Nationalität.
3406 Personen bezeichneten sich als Muslime und vier beantworteten die Frage bezüglich ihrer Religion nicht.
Zahlreiche ehemalige Bewohner von Hoca e Qytetit sind in der Schweiz, Deutschland, Italien und der Slowakei ansässig. Viele von ihnen verbringen im Sommer bzw. im Winter ihren Urlaub in der früheren Heimatstadt.
.
| Volkszählung | 1919 | 1948 | 1953 | 1961 | 1971 | 1981 | 1991 | 2011 |
| ------------ | ---- | ---- | ---- | ---- | ---- | ---- | ---- | ---- |
| Einwohner    | 565  | 740  | 818  | 1083 | 1510 | 2127 | 2658 | 3410 |